# زوبف

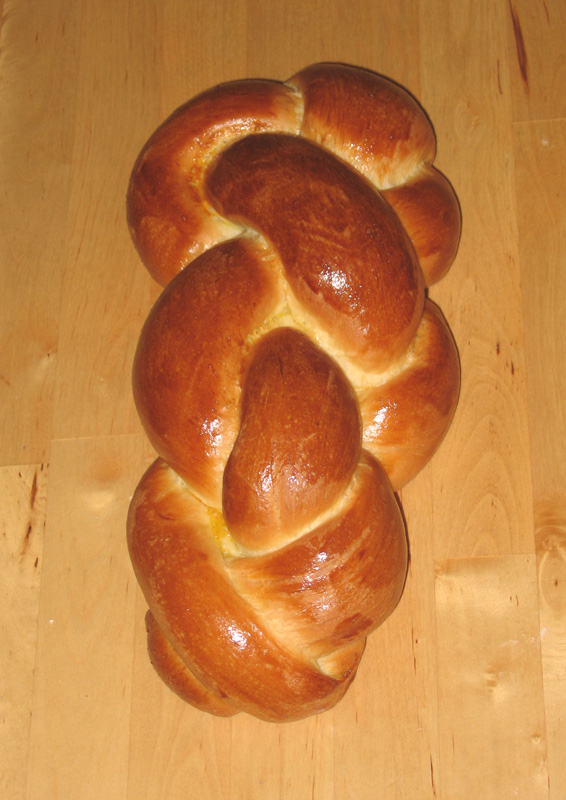

الجَديلة (بالألمانية: Zopf، نقحرة:زوبف، لفظ: تسوبف) هو نوع من أنواع الخبز السويسري النمساوي أو الألماني يصنع من الطحين والحليب والبيض والزبدة والخميرة. يشكل هذا الخبز على شكل جدائل وعادة ما يصنعه الأمريكيون من أصل سويسري ويلقبونه بخبز عيد الميلاد لأنه يقدم في ليلة عيد الميلاد. الاسم زوبف مشتق من شكل هذا الخبز والذي يعني حرفيًّا جديلة.